# Keti (Vorname)
Keti ist ein weiblicher Vorname.

## Herkunft und Bedeutung
Der Name ist die Verkleinerungsform des griechischen Namens Ekaterini sowie des georgischen Namens Ketewan.

## Bekannte Namensträgerinnen
- Keti Chomata (1946–2010), griechische Sängerin
- Keti Garbi (* 1963), griechische Sängerin
- Keti Zazalaschwili (* 1992), georgische Schachspielerin